# 王耀東 (1904年)
王耀東（1904年5月10日—1956年9月26日），日治台南州安定庄人，與王耀勳、王潤泉為堂兄弟，王耀東早年前往中國，1938年曾在陝西抗大受訓，並為中共日文工作訓練隊及總政治部工作，後前往滿州加入中共東北局，1945年服務於中共機關報哈爾濱「東北日報」擔任記者，1949年奉派自大連回台調查軍情，加入洪國式小組進行負責聯繫工作，由交通員劉光典負責傳遞情報。
王耀東隸屬於洪國式小組，而王耀東的堂弟王耀勳與親戚胡滄霖則是省工委台大法學院支部成員，原本兩個組織是沒有交集的，卻因為兩個組織都瓦解致使成員紛紛躲避，葉城松與王耀東等人一同藏匿於南化山區、內門溝坪山區地穴中，躲避了近四年的時間，1954年張璧坤因線報遭到逮捕後，葉城松由父親葉火生及王宏仁陪同自首，胡滄霖遭逮捕後供出劉光典與王耀東等人行蹤，警方搜山王耀東與劉光典於2月13日落網，王耀東被判處死刑，1956年9月26日槍決於台北馬場町刑場。

### 特殊案例
洪國式小組與台灣省工委嘉義朴子支部隸屬不同組織，洪國式小組隸屬於中共中央政治局，等於毛澤東親派，台灣省工委雖然蔡孝乾也是中共中央派遣，但後續連繫都隸屬於陳毅所領導的中共中央華東局，諜報組織採單線聯絡，即使是朋友同學都不知到對方是否加入，以此保護成員不致遭到全盤瓦解，由於王耀東與胡蒼霖等人的親戚關係，使得單線聯絡的情報網出現橫向連結，造成省工委嘉義朴子支部與洪國式小組同時被破獲，組織成員紛紛逃亡躲藏山區，交通員劉光典更躲藏長達四年，保密局以此作為情報工作案例，並以劉光典案編寫了一本小冊子「一個匪諜逃亡的故事」。

### 紀念
2013年10月 北京西山國家森林公園的無名英雄廣場上立有無名英雄紀念碑，為紀念來台灣在1950年代被處決「隱避戰線烈士」而設立。王耀東烈士銘刻於紀念碑上第三十八組。

### 平反
2019年2月27日，促進轉型正義委員會第三批平反，依據促轉會第16次、第18次、第19次委員會議決議，撤銷受難者黃頂君等1050人之刑事有罪判決暨其刑，其中(43)審三字第76號，有關王耀東意圖以非法之方法顛覆政府而著手實行之有罪判決暨其刑及沒收之宣告正式撤銷
2019年4月地政機關依照促轉會決議撤銷沒收判決，新化地政清查台南安定區港口段國有財產土地歸還王耀東，應被繼承土地公告多筆一千多平方公尺。